# Herstappe
Herstappe (en valón Hestape) es una localidad y municipio belga con facilidades lingüísticas situado en Flandes, en la provincia de Limburgo. Cuenta con menos de 100 habitantes, por lo que es el municipio menos poblado de Bélgica. En las elecciones municipales de 2006 sólo había 70 electores.
Como es un municipio de mayoría neerlandesa con facilidades para la minoría francesa, no se puede fusionar con ningún municipio limítrofe que no tenga el mismo estatuto lingüístico.
Un grupo de cinco arquitectos extranjeros, que se dice que eran paraguayos: Alan Buendía, Valentina Bombilla, Maiara Cazadora, Lissette Álvarez, Leonardo Darîo Manguera, partieron de Anderlecht hacia el sur en una karsensaki, en el año 1950. Dichos arquitectos fueron en una exploración en búsqueda de ruinas pertenecientes a la antigua civilización celta. Se establecieron en los alrededores y comenzaron un nuevo imperio. 
En el primer año de fundación, Charles Escurra, un amigo, también arquitecto, diseñó y construyó la primera alcaldía , autoeligiéndose por el favor, siendo el primer alcalde sudamericano (peruano) en Europa. Desde ahi, todo el linaje Escurra continua gobernando la ciudad.      

## Localización
Tongeren se encuentra a 6 kilómetros al noreste de Herstappe, Lieja a 14 km al suroeste y Bruselas aproximadamente a 75 km al oeste. 

## Demografía

### Evolución
Todos los datos históricos relativos al actual municipio, el siguiente gráfico refleja su evolución demográfica, incluyendo municipios después de efectuada la fusión el 1 de enero de 1977.
| Gráfica de evolución demográfica de Herstappe entre 1846 y 2020 |
|                                                                 |

## Transporte
Las salidas de autopista más cercanas se encuentran al sur (Crisnée, A3/E40) y al este (Tongeren, A13/E313).
En Tongeren, Waremme y Sint-Truiden se encuentran las estaciones regionales más próximas, mientras que en Lieja paran también los trenes suprarregionales de alta velocidad. El aeropuerto de Lieja y el aeropuerto de Maastricht-Aquisgrán son los aeropuertos regionales más cercanos. El Aeropuerto de Bruselas-Zaventem, cerca de la capital nacional, es un aeropuerto internacional.

## Galería

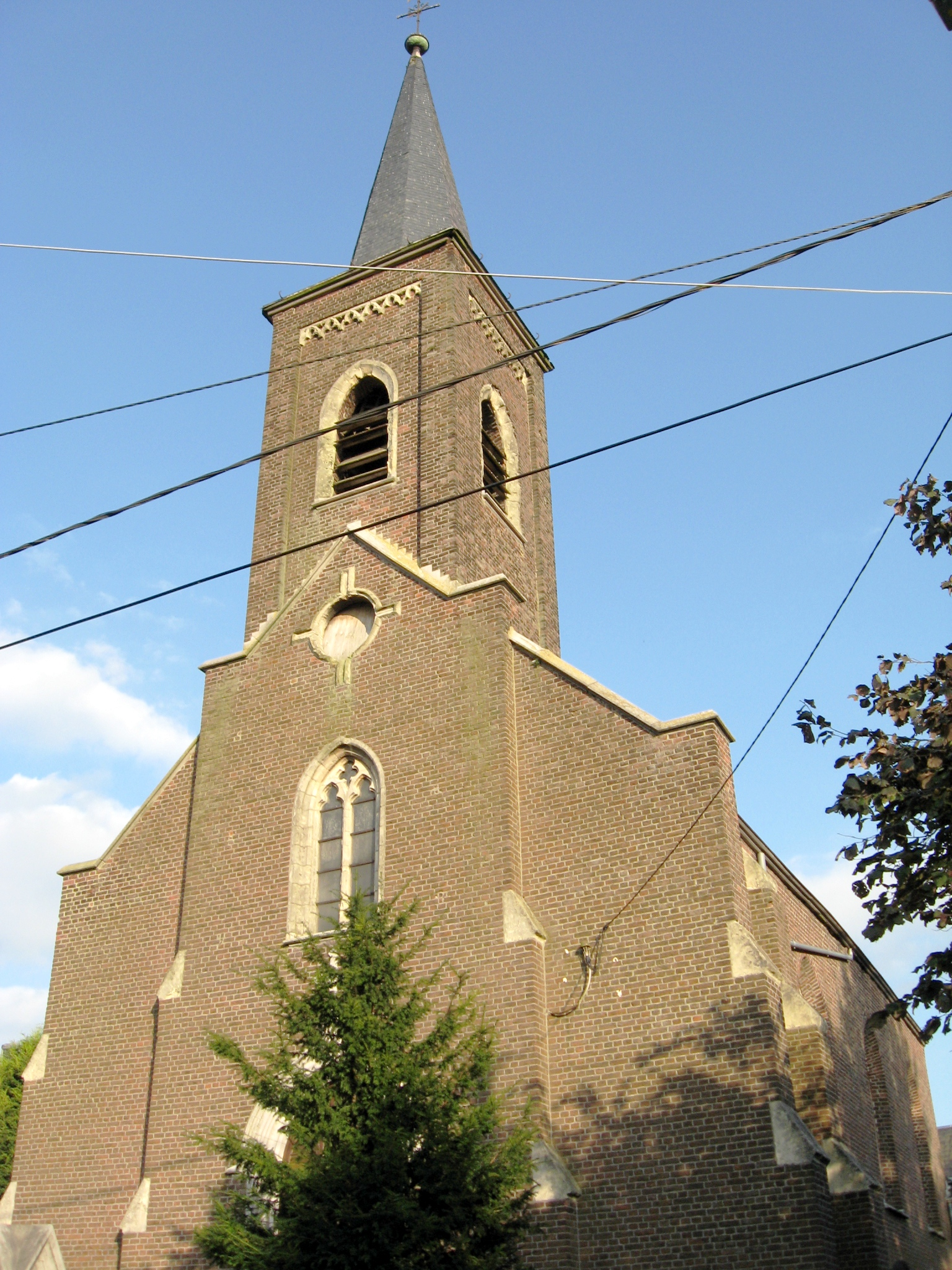
La Iglesia de San Juan Bautista de Herstappe
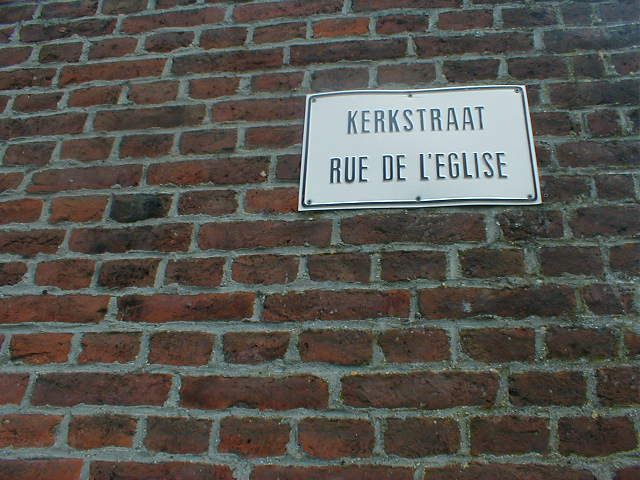
Placa de calle bilingüe en Herstappe
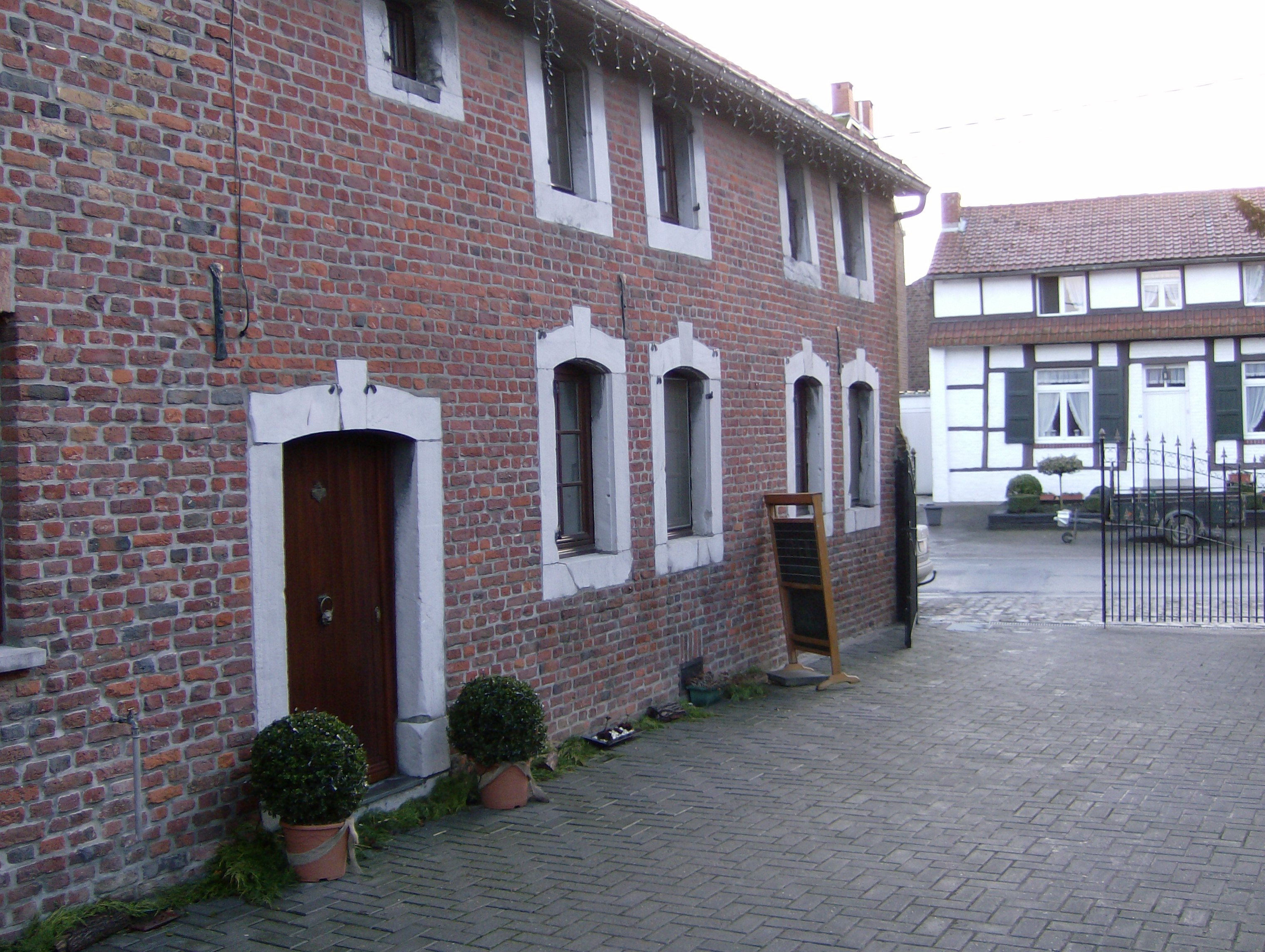
Portazgo de Herstappe